# کارن کارلسون
کارن کارلسون (زاده ۱۵ ژانویه ۱۹۴۵) یک هنرپیشه اهل ایالات متحده آمریکا است.

## زندگی و حرفه
کارلسون در شروپورت، لوئیزیانا، به دنیا آمد. او در دبیرستان سی بیرد و در دانشگاه آرکانزاس، فایت ویل، تحصیل کرد، جایی که او عضو کاپا کاپا گاما بود و نماینده دانشگاه و ایالت آرکانزاس در مسابقه دوشیزه آمریکا در سال ۱۹۶۴ بود، و به مقام دوم رسید. ووندا کی ون دایک.
کارلسون کار خود را با نمایش‌های مختلف باب هوپ و فیلیس دیلر، بخند و کاخ هالیوود آغاز کرد. او همچنین در سریال‌ها و فیلم‌های تلویزیونی از جمله کاندید (۱۹۷۲) با رابرت ردفورد و هشت ضلعی (۱۹۸۰) با چاک نوریس ظاهر شد. در تلویزیون، کارلسون نقش نانسی اسکاتفیلد را در ده قسمت از اپرای صابون دالاس (۱۹۸۶) و سارا هالیسی در دوازده قسمت از سریال در گرمای شب بازی کرد. او همچنین یک سریال معمولی در رؤیای آمریکایی با استفان ماخت، رز زرد با همسر اولش، دیوید سول، و سیبیل شپرد،  بود و دو ازدواج با مایکل مورفی. 
کارلسون برای نقش سارا یوینگ در قسمت ۱۹۷۰ "مرد مزکلاً انتخاب شد. در اپیزود دیگر روزهای دره مرگ در سال ۱۹۷۰، "Pioneer Pluck"، کارلسون به عنوان Anabelle Colvin انتخاب شد.
او بعداً برای نقش مری الن در '''سریال اینجا بیا عروس ها''' از ABC انتخاب شد.  او در فیلم‌های «مردی از عمو» (۱۹۶۷)، «ماموریت: غیرممکن» (۱۹۷۱)، «بونانزا» (۱۹۷۳)، «استارسکی و هاچ» (۱۹۷۶–۱۹۷۷) با دیوید سول، صدمین سالگرد (۱۹۷۸)، ماجراهای بد کلانتر لوبو (۱۹۷۹) به عنوان مهمان بازی کرد. هارت تا هارت (۱۹۸۰)، هیل استریت بلوز (۱۹۸۳) و هتل (۱۹۸۷). آخرین حضور او در فیلم Out of Ashes (2013) بود. او از آن زمان تمرکز خود را از بازیگری به کارگردانی و فیلمنامه‌نویسی معطوف کرده‌است.

## زندگی شخصی
کارلسون با بازیگر و همبازی اش دیوید سول ازدواج کرد. آنها طلاق گرفتند و او بعداً با موسیقیدان دوین پین ازدواج کرد. او یک فرزند از سول و دو فرزند از پین داشت.

## فیلم‌شناسی
| سال       | عنوان                           | نقش                              | یادداشت                    |
| --------- | ------------------------------- | -------------------------------- | -------------------------- |
| ۱۹۶۹      | شرم، شرم، همه نام او را می‌دانند | سوزان بارتون                     |                            |
| ۱۹۷۰      | پرستاران دانشجو                 | Phred                            |                            |
| ۱۹۷۲      | نامزد                           | نانسی مک کی                      |                            |
| ۱۹۷۳      | خیابان‌های سانفرانسیسکو          | کتی کالن                         | قسمت: "Legion of the Lost" |
| ۱۹۷۵      | قفس بدون کلید                   | بتی هولیان                       | فیلم تلویزیونی             |
| ۱۹۷۶–۱۹۷۷ | استارسکی و هاچ                  | کریستین دی فلپس / جیلیان اینگرام | ۲ قسمت                     |
| ۱۹۷۷      | توطئه بلوط سیاه                 | لوسی متکالف                      |                            |
| ۱۹۷۷      | یک کریسمس اتفاق افتاد           | بنفش                             | فیلم تلویزیونی             |
| ۱۹۷۸      | ماتیلدا                         | کاتلین اسمیت                     |                            |
| ۱۹۷۸      | صد ساله                         | لیست مرسی                        | ۳ قسمت                     |
| ۱۹۷۹      | باک راجرز در قرن ۲۵             | استلا واردن                      | قسمت: "سیاره برده دختران"  |
| ۱۹۸۰      | هالک باورنکردنی                 | لورن                             | قسمت: "تصویر شکسته"        |
| ۱۹۸۰      | هشت ضلعی                        | جاستین                           | ۱۹۸۲ "عاشق با یک زن مسن"   |
| ۱۹۸۰      | هارت به هارت                    | مارسی                            | قسمت: "قتل، قتل روی دیوار" |
| ۱۹۸۴      | فلش برن                         | شرلی پینتر                       |                            |
| ۱۹۸۵      | محبت برادرانه                   | دونا رایدر                       | فیلم تلویزیونی             |
| ۱۹۸۶      | دالاس                           | نانسی اسکاتفیلد                  | ۷ قسمت                     |
| ۱۹۸۶      | اسپنسر: برای استخدام            | لانور فریمونت                    | ۱ قسمت                     |
| ۱۹۸۸      | نوجوان وامپ                     | خانم مورفی                       |                            |
| ۱۹۹۰      | در گرمای شب                     | آتی. سارا هالیسی                 | ۱۲ قسمت                    |
| ۱۹۹۷      | مرد همسایه                      | رحمت                             |                            |
| ۲۰۰۸      | حقوق یک پدر                     | خانم کوچولو                      |                            |